# Steriphopus
Genre
Synonymes
- Pachypus Cambridge, 1873 nec Billberg, 1820

Steriphopus est un genre d'araignées aranéomorphes de la famille des Palpimanidae.

## Distribution
Les espèces de ce genre se rencontrent au Sri Lanka, en Inde, en Birmanie et aux Seychelles.

## Liste des espèces
Selon World Spider Catalog (version 25.5, 25/01/2025) :
- Steriphopus benjamini Zonstein & Marusik, 2023
- Steriphopus crassipalpis Thorell, 1895
- Steriphopus hinnihamiae Benjamin, 2024
- Steriphopus lacertosus Simon, 1898
- Steriphopus macleayi (O. Pickard-Cambridge, 1873)
- Steriphopus punchimenikae Benjamin, 2024
- Steriphopus ritigalensis Benjamin, 2024
- Steriphopus spiralus Benjamin, 2024
- Steriphopus wangala Kadam, Tripathi & Sankaran, 2024
- Steriphopus woolfi Benjamin, 2024

## Systématique et taxinomie
Pachypus Cambridge, 1873, préoccupé par Pachypus Billberg, 1820, a été remplacé par Steriphopus par Simon en 1887.

## Publications originales
- Simon, 1887 : « Études arachnologiques. 19e Mémoire. XXVII. Arachnides recueillis à Assinie (Afrique occidentale) par MM. Chaper et Alluaud. » Annales de la Société Entomologique de France, sér. 6, vol. 7, p. 261-276 (texte intégral).
- O. Pickard-Cambridge, 1873 : « On some new genera and species of Araneida. » Proceedings of the Zoological Society of London, vol. 1873, p. 112-129 (texte intégral).